# Menschenrechtsdiskurs in Asien
Der Menschenrechtsdiskurs in Asien ist eng mit der 1948 verabschiedeten Allgemeinen Erklärung der Menschenrechte der Vereinten Nationen („UN-Menschenrechtscharta“) verknüpft. Der Anspruch der UN-Menschenrechtscharta, universalistisch zu sein, stößt bei einigen asiatischen Staaten auf Widerspruch. Sie kritisieren, dass die UN-Menschenrechtscharta ausschließliche „westliche Werte“ widerspiegele und dabei die regionale und kulturelle Diversität außer Acht lasse. Dementsprechend sei sie eine ideologische Auferlegung der westlichen Welt, greife in ihre inneren Angelegenheiten ein und beeinträchtige die nationale Souveränität der asiatischen Staaten.

## Asiatische Menschenrechtscharta:Bangkok Declaration
Die Debatte über die universelle Gültigkeit der UN-Menschenrechtscharta spielte 45 Jahre später bei der Weltkonferenz über Menschenrechte (Wien, 1993) erneut eine bedeutende Rolle. Basierend auf der Annahme, dass wegen unterschiedlicher Kulturen, Geschichten und Traditionen nicht die gleichen Standards angewandt werden können, entwickelten 34 asiatische Staaten in Vorbereitung auf die Weltkonferenz über Menschenrechte einen Gegenentwurf zur Allgemeinen Erklärung der Menschenrechte der Vereinten Nationen: die Bangkok Declaration. Dabei wurde die Bangkok Declaration insbesondere von den Staaten initiiert, die in den 1960er bis 1990er Jahren einen wirtschaftlichen Aufstieg vollzogen hatten, die Tigerstaaten Taiwan, Singapur, Südkorea und Hongkong. Die politischen Eliten dieser Staaten führten den wirtschaftlichen Erfolg der Region auf die asiatische, konfuzianische Kultur zurück. In diesem Sinne forderten sie in der Bangkok Declaration, dass nationale Besonderheiten und unterschiedliche Wertvorstellungen, Normen und Traditionen bei der Auslegung und Umsetzung der Menschenrechte stärker berücksichtigt werden müssten (Bangkok Declaration, FN 10, Präambel). Die Umsetzung und der Schutz der Menschenrechte sei an erster Stelle die Aufgabe der Nationalstaaten:

“States have the primary responsibility for the promotion and protection of human rights through appropriate infrastructure and mechanisms.”

Darüber hinaus erfordere die globale Realisierung der Menschenrechte eine gerechte und faire Weltwirtschaftsordnung und sei lediglich möglich, wenn der Nord-Süd-Konflikt gelöst werde (Bangkok Declaration, Art. 18).

## Asiatische Werte
Die Diskussion um die asiatischen Werte entstand erstmals kurz nach dem Ende des Kalten Krieges als Antwort auf den Amerikanischen Exzeptionalismus. Seine Befürworter, darunter vor allem der ehemalige Präsident Singapurs Lee Kuan Yew und der ehemalige Premierminister Malaysias Mahathir bin Mohamad sowie einige Intellektuelle an ihrer Seite wie z. B. Noordin Sopiee, Tommy Koh, George Yeo und Kishore Mahbubani, begründen die Einzigartigkeit der asiatischen Nationen und das damit verbundene Wirtschaftswunder einiger südostasiatischen Länder, auf die asiatischen Werte. Ihre Länder seien durch „asiatische Werte“ zur viel gerühmten Kombination von wirtschaftlichem Fortschritt und gesellschaftlicher Disziplin geführt worden. „Asiatische Werte“ seien also für die Stärke und den Erfolg Ostasiens verantwortlich.
Die beiden Regierungsführer und Intellektuelle in ihrem Umkreis stellen die Universalität der Menschenrechte in Frage, was schlussendlich in der Bangkok Deklaration 1993 mündete.

### Begriffsbestimmung
Die asiatischen Werte sind nicht genau definiert, führen jedoch stets zu den Werten, die der Konfuzianismus vertritt, zurück. Die asiatischen Werte vereinen eine komplexe Kombination aus Argumentationen und Behauptungen, die Folgendes umfassen: Menschen verschiedener Ethnien und Nationalitäten in Südostasien teilen ein gemeinsames Wertesystem. Dieses Wertesystem berücksichtigt die Interessen der Gemeinschaft vor denen des Individuums, es stellt Ordnung und Stabilität vor persönliche Freiheit, betont harte Arbeit, Fleiß und Genügsamkeit, verweigert die Rücknahme der Religion aus dem täglichen Leben, hebt Loyalität, Treue und Respekt gegenüber Autoritäten wie z. B. den Ältesten oder Regierungsführern hervor und unterstreicht die Familienverbundenheit. Das Individuum in asiatischen Gesellschaften ist

“[…] not an isolated being, but a member of a nuclear and extended family, clan, neighborhood, community, nation and state. East Asians believe that whatever they do or say, they must keep in mind the interests of others […] the individual tries to balance his interests with those of family and society.”

Das Teilen dieser Werte stärke das Gruppenbewusstsein mehr als im liberalen, individualisierten Westen. Die Menschen in Asien arbeiten für das Gemeinwohl, seien weniger eigennützig und akzeptierten, dass der Zusammenhalt und die Stabilität der Gesellschaft wichtiger sind als die Rechte des Einzelnen. Befürworter halten diese Werte für wichtig, da dies, unter der richtigen politischen Führung, zu ökonomischer Prosperität, Fortschritt und einer harmonischen Beziehung zwischen Bevölkerung und Staat führe.

### Kritik
Grundsätzlich werden diese Werte primär von Politikern propagiert, nicht von der Bevölkerung selbst. Diese übersehen eine Reihe wichtiger Veränderungen im sozialpolitischen Geschehen im Ostasien – das Entstehen einer Mittelschicht, die Arbeiter- und die Demokratisierungsbewegungen, einsetzende Individualisierungsprozesse usw. Kritiker sehen die asiatischen Werte außerdem als Mittel der Instrumentalisierung um autoritäre Regierungsführungen zu legitimieren und den politischen und gesellschaftlichen Status quo abzusichern, Regierungsführer handeln demnach aus theoretischer Willkür. Demnach seien die asiatischen Werte mehr ein ideologisches Konstrukt asiatischer Politiker als eine Überzeugung, die auch die Bevölkerung vertritt. Zudem seien die sogenannten „asiatischen Werte“ im Kern „westliche“ Werte. Die Veränderung der wirtschaftlichen Lage habe zu einem anderen Verständnis von Kultur und in dem Zusammenhang auch zu einer anderen Priorisierung von Werten geführt. Des Weiteren sei eine Übereinkunft über die „asiatischen Werte“ aufgrund der kulturellen Vielfalt der Region nur schwer möglich und stellt insofern ein Paradoxum dar, als das das Konzept aus der Begründung heraus entstand, dass eben nicht alle Nationen die gleichen Werte vertreten, so wie sie in der UN-Menschenrechtscharta proklamiert werden. Gleichzeitig wird die Gleichheit unter den asiatischen Nationen als Argument für die „asiatische Werte“-Debatte genutzt. In diesem Zusammenhang soll auch erwähnt sein, dass nicht alle asiatischen Länder dem Konzept eines „asiatischen“ Wertesystems zustimmen bzw. nicht alle dieselben Werte teilen.
Die Debatte um die Asiatischen Werte bleibt in Bezug auf die Frage der Universalität der Menschenrechte und dem damit zusammenhängendem Prinzips des Kulturrelativismus sowie im Ost-West-Dichotomiediskurs stets aktuell.